# Валеев, Масалим Мушарапович
Масалим Мушарапович Валеев (баш. Мәсәлим Мушараф улы Вәлиев, 1888 — 1959) — советский башкирский композитор, дирижёр, скрипач, музыкально-общественный деятель. Заслуженный деятель искусств Башкирской АССР (1940). Первый председатель Союза композиторов Башкирской АССР (1940 — 1948).

## Биография
Масалим Мушарапович Валеев родился 26 марта 1888 года в городе Оренбурге Оренбургского уезда Оренбургской губернии.
Сначала игре на скрипке обучался у отца, а в 1914—1917 гг. — в музыкальной школе татарского мусульманского благотворительного общества в Оренбурге.
В 1917—1930 гг. с перерывами жил в Оренбурге, работал учителем пения в школах, а в 1920—1921 гг. преподавал класс скрипки и хора в Восточной музыкальной школе.
В 1919—1920 гг. капельмейстер оркестра политотдела Туркестанского фронта в Оренбурге.
В 1921—1922 гг. руководил оркестром и был скрипачом в Башкирском драматическом театре в Стерлитамаке. К 1922 году относятся первые опыты по музыкальному оформлению спектаклей драматической труппы Сайфи Кудашева.
В 1930—1931 гг. работал скрипачом оркестра драматического театра в г. Казани.
С 1932 и до самой своей кончины жил в Уфе, заведовал музыкальной частью и  был дирижёром Башкирского театра драмы.

## Творчество
Валеев Масалим Мушарапович является автором первых сочинений башкирской профессиональной хоровой, симфонической и оперной музыки.
Среди них наиболее известными являются — оперы «Хакмар» («Айхылу», в соавторстве с Н. И. Пейко, была впервые поставлена 1941 году) и «Шаура» (по либретто Баязита Бикбая, была впервые поставлена в 1946 году), симфонии «Башкирская увертюра» (1940) и «Легенда» (1948), сюиты «Салават» (1945) и «Танцевальная» (1952), струнный квартет (1954), пьесы для фортепиано, скрипки и виолончели.
Валеевым была написана музыка к драматическим спектаклям «Черноликие» («Ҡара йөҙҙәр», по одноимённой повести Мажита Гафури), «Салават» (по пьесе Баязита Бикбая) и других.
Также он является автором свыше 50 хоров и песен на стихи башкирских и татарских поэтов. Среди них наиболее популярными стали песни «Белая береза» («Аҡ ҡайын», на стихи Ахмета Ерикея), «Хороша Уфа-столица» («Матур Өфө ҡалаhы», на стихи Кадыра Даяна), «Песня Галимы» («Fәлимә йыры», на стихи Гайнана Амири) и другие.